# Richard Keogh
Richard John Keogh (Harlow, 11 agosto 1986) è un ex calciatore inglese naturalizzato irlandese, di ruolo difensore.

## Carriera

### Club
Ha giocato nella prima divisione islandese e nella seconda divisione inglese.

### Nazionale
Ha giocato nelle nazionali giovanili irlandesi Under-19 ed Under-21.
Viene convocato per gli Europei 2016 in Francia.

## Statistiche

### Presenze e reti nei club
Statistiche aggiornate al 7 novembre 2022.
| Stagione                 | Squadra                  | Campionato               | Campionato | Campionato | Coppe nazionali | Coppe nazionali | Coppe nazionali | Coppe continentali | Coppe continentali | Coppe continentali | Altre coppe | Altre coppe | Altre coppe | Totale | Totale |
| Stagione                 | Squadra                  | Comp                     | Pres       | Reti       | Comp            | Pres            | Reti            | Comp               | Pres               | Reti               | Comp        | Pres        | Reti        | Pres   | Reti   |
| ------------------------ | ------------------------ | ------------------------ | ---------- | ---------- | --------------- | --------------- | --------------- | ------------------ | ------------------ | ------------------ | ----------- | ----------- | ----------- | ------ | ------ |
| 2004                     | Víkingur                 | UD                       | 9          | 0          | BK              | 2               | 0               | -                  | -                  | -                  | -           | -           | -           | 11     | 0      |
| ago. 2007                | Bristol City             | FLC                      | 0          | 0          | FACup+CdL       | 0+1             | 0               | -                  | -                  | -                  | -           | -           | -           | 1      | 0      |
| ago.-nov. 2007           | Huddersfield Town        | FL1                      | 9          | 1          | FACup+CdL       | -               | -               | -                  | -                  | -                  | FLT         | 1           | 0           | 10     | 1      |
| 2007-gen. 2008           | Carlisle Utd             | FL1                      | 7          | 0          | FACup+CdL       | -               | -               | -                  | -                  | -                  | FLT         | -           | -           | 7      | 0      |
| gen.-mar. 2008           | Bristol City             | FLC                      | 0          | 0          | FACup+CdL       | -               | -               | -                  | -                  | -                  | -           | -           | -           | 0      | 0      |
| mar.-giu. 2008           | Cheltenham Town          | FL1                      | 10         | 0          | FACup+CdL       | -               | -               | -                  | -                  | -                  | FLT         | -           | -           | 10     | 0      |
| 2008-2009                | Carlisle Utd             | FL1                      | 32         | 1          | FACup+CdL       | 2+0             | 0               | -                  | -                  | -                  | FLT         | 1           | 0           | 35     | 1      |
| 2009-2010                | Carlisle Utd             | FL1                      | 41         | 3          | FACup+CdL       | 4+2             | 1+0             | -                  | -                  | -                  | FLT         | 6           | 1           | 53     | 5      |
| Totale Carlisle Utd      | Totale Carlisle Utd      | Totale Carlisle Utd      | 80         | 4          |                 | 8               | 1               |                    | -                  | -                  |             | 7           | 1           | 95     | 6      |
| 2010-2011                | Coventry City            | FLC                      | 46         | 1          | FACup+CdL       | 2+0             | 0               | -                  | -                  | -                  | -           | -           | -           | 48     | 1      |
| 2011-2012                | Coventry City            | FLC                      | 45         | 0          | FACup+CdL       | 1+1             | 0               | -                  | -                  | -                  | -           | -           | -           | 47     | 0      |
| Totale Coventry City     | Totale Coventry City     | Totale Coventry City     | 91         | 1          |                 | 4               | 0               |                    | -                  | -                  |             | -           | -           | 95     | 1      |
| 2012-2013                | Derby County             | FLC                      | 46         | 4          | FACup+CdL       | 2+1             | 0+1             | -                  | -                  | -                  | -           | -           | -           | 49     | 5      |
| 2013-2014                | Derby County             | FLC                      | 41+3       | 1          | FACup+CdL       | 0+3             | 0               | -                  | -                  | -                  | -           | -           | -           | 47     | 1      |
| 2014-2015                | Derby County             | FLC                      | 45         | 0          | FACup+CdL       | 3+5             | 0               | -                  | -                  | -                  | -           | -           | -           | 53     | 0      |
| 2015-2016                | Derby County             | FLC                      | 46+2       | 1          | FACup+CdL       | 1+0             | 0               | -                  | -                  | -                  | -           | -           | -           | 49     | 1      |
| 2016-2017                | Derby County             | FLC                      | 42         | 0          | FACup+CdL       | 3+3             | 0+1             | -                  | -                  | -                  | -           | -           | -           | 48     | 1      |
| 2017-2018                | Derby County             | FLC                      | 42+2       | 1          | FACup+CdL       | 1+0             | 0               | -                  | -                  | -                  | -           | -           | -           | 45     | 1      |
| 2018-2019                | Derby County             | FLC                      | 46+3       | 3          | FACup+CdL       | 4+4             | 0               | -                  | -                  | -                  | -           | -           | -           | 57     | 3      |
| 2019-2020                | Derby County             | FLC                      | 8          | 0          | FACup+CdL       | 0               | 0               | -                  | -                  | -                  | -           | -           | -           | 8      | 0      |
| Totale Derby County      | Totale Derby County      | Totale Derby County      | 316+10     | 10         |                 | 30              | 2               |                    | -                  | -                  |             | -           | -           | 356    | 12     |
| 2020-gen. 2021           | MK Dons                  | FL1                      | 18         | 0          | FACup+CdL       | 2+0             | 0               | -                  | -                  | -                  | FLT         | 1           | 0           | 21     | 0      |
| gen.-giu. 2021           | Huddersfield Town        | FLC                      | 21         | 0          | FACup+CdL       | -               | -               | -                  | -                  | -                  | -           | -           | -           | 21     | 0      |
| Totale Huddersfield Town | Totale Huddersfield Town | Totale Huddersfield Town | 30         | 1          |                 | 0               | 0               |                    | -                  | -                  |             | 1           | 0           | 31     | 1      |
| 2021-2022                | Blackpool                | FLC                      | 29         | 0          | FACup+CdL       | 1+1             | 0               | -                  | -                  | -                  | -           | -           | -           | 31     | 0      |
| 2022-2023                | Ipswich Town             | FL1                      | 5          | 0          | FACup+CdL       | 1+0             | 0               | -                  | -                  | -                  | FLT         | 3           | 0           | 9      | 0      |
| Totale carriera          | Totale carriera          | Totale carriera          | 598        | 16         |                 | 50              | 3               |                    | -                  | -                  |             | 12          | 1           | 660    | 20     |

### Cronologia presenze e reti in nazionale
| Cronologia completa delle presenze e delle reti in nazionale ― Irlanda | Cronologia completa delle presenze e delle reti in nazionale ― Irlanda | Cronologia completa delle presenze e delle reti in nazionale ― Irlanda | Cronologia completa delle presenze e delle reti in nazionale ― Irlanda | Cronologia completa delle presenze e delle reti in nazionale ― Irlanda | Cronologia completa delle presenze e delle reti in nazionale ― Irlanda | Cronologia completa delle presenze e delle reti in nazionale ― Irlanda | Cronologia completa delle presenze e delle reti in nazionale ― Irlanda |
| Data                                                                   | Città                                                                  | In casa                                                                | Risultato                                                              | Ospiti                                                                 | Competizione                                                           | Reti                                                                   | Note                                                                   |
| ---------------------------------------------------------------------- | ---------------------------------------------------------------------- | ---------------------------------------------------------------------- | ---------------------------------------------------------------------- | ---------------------------------------------------------------------- | ---------------------------------------------------------------------- | ---------------------------------------------------------------------- | ---------------------------------------------------------------------- |
| 6-2-2013                                                               | Dublino                                                                | Irlanda                                                                | 2 – 0                                                                  | Polonia                                                                | Amichevole                                                             | -                                                                      | 85’                                                                    |
| 2-6-2013                                                               | Dublino                                                                | Irlanda                                                                | 4 – 0                                                                  | Georgia                                                                | Amichevole                                                             | 1                                                                      |                                                                        |
| 5-3-2014                                                               | Dublino                                                                | Irlanda                                                                | 1 – 2                                                                  | Serbia                                                                 | Amichevole                                                             | -                                                                      |                                                                        |
| 6-6-2014                                                               | Chester                                                                | Costa Rica                                                             | 1 – 1                                                                  | Irlanda                                                                | Amichevole                                                             | -                                                                      |                                                                        |
| 10-6-2014                                                              | East Rutherford                                                        | Irlanda                                                                | 1 – 5                                                                  | Portogallo                                                             | Amichevole                                                             | -                                                                      |                                                                        |
| 3-9-2014                                                               | Dublino                                                                | Irlanda                                                                | 2 – 0                                                                  | Oman                                                                   | Amichevole                                                             | -                                                                      | Cap.                                                                   |
| 14-11-2014                                                             | Glasgow                                                                | Scozia                                                                 | 1 – 0                                                                  | Irlanda                                                                | Qual. Euro 2016                                                        | -                                                                      |                                                                        |
| 8-10-2015                                                              | Dublino                                                                | Irlanda                                                                | 1 – 0                                                                  | Germania                                                               | Qual. Euro 2016                                                        | -                                                                      |                                                                        |
| 11-10-2015                                                             | Varsavia                                                               | Polonia                                                                | 2 – 1                                                                  | Irlanda                                                                | Qual. Euro 2016                                                        | -                                                                      |                                                                        |
| 13-11-2015                                                             | Zenica                                                                 | Bosnia ed Erzegovina                                                   | 1 – 1                                                                  | Irlanda                                                                | Qual. Euro 2016                                                        | -                                                                      |                                                                        |
| 16-11-2015                                                             | Dublino                                                                | Irlanda                                                                | 2 – 0                                                                  | Bosnia ed Erzegovina                                                   | Qual. Euro 2016                                                        | -                                                                      |                                                                        |
| 31-5-2016                                                              | Cork                                                                   | Irlanda                                                                | 1 – 2                                                                  | Bielorussia                                                            | Amichevole                                                             | -                                                                      | Cap.                                                                   |
| 22-6-2016                                                              | Lilla                                                                  | Italia                                                                 | 0 – 1                                                                  | Irlanda                                                                | Euro 2016 - 1º turno                                                   | -                                                                      |                                                                        |
| 26-6-2016                                                              | Décines-Charpieu                                                       | Francia                                                                | 2 – 1                                                                  | Irlanda                                                                | Euro 2016 - Ottavi di finale                                           | -                                                                      |                                                                        |
| 5-9-2016                                                               | Belgrado                                                               | Serbia                                                                 | 2 – 2                                                                  | Irlanda                                                                | Qual. Mondiali 2018                                                    | -                                                                      |                                                                        |
| 24-3-2017                                                              | Dublino                                                                | Irlanda                                                                | 0 – 0                                                                  | Galles                                                                 | Qual. Mondiali 2018                                                    | -                                                                      |                                                                        |
| 1-6-2017                                                               | East Rutherford                                                        | Irlanda                                                                | 1 – 3                                                                  | Messico                                                                | Amichevole                                                             | -                                                                      |                                                                        |
| 11-9-2018                                                              | Breslavia                                                              | Polonia                                                                | 1 – 1                                                                  | Irlanda                                                                | Amichevole                                                             | -                                                                      | cap.                                                                   |
| 13-10-2018                                                             | Dublino                                                                | Irlanda                                                                | 0 – 0                                                                  | Danimarca                                                              | UEFA Nations League 2018-2019 - 1º turno                               | -                                                                      | cap.                                                                   |
| 16-10-2018                                                             | Dublino                                                                | Irlanda                                                                | 0 – 1                                                                  | Galles                                                                 | UEFA Nations League 2018-2019 - 1º turno                               | -                                                                      | cap.                                                                   |
| 19-11-2018                                                             | Aarhus                                                                 | Danimarca                                                              | 0 – 0                                                                  | Irlanda                                                                | UEFA Nations League 2018-2019 - 1º turno                               | -                                                                      |                                                                        |
| 23-3-2019                                                              | Gibilterra                                                             | Gibilterra                                                             | 0 – 1                                                                  | Irlanda                                                                | Qual. Euro 2020                                                        | -                                                                      |                                                                        |
| 26-3-2019                                                              | Dublino                                                                | Irlanda                                                                | 1 – 0                                                                  | Georgia                                                                | Qual. Euro 2020                                                        | -                                                                      |                                                                        |
| 7-6-2019                                                               | Copenaghen                                                             | Danimarca                                                              | 1 – 1                                                                  | Irlanda                                                                | Qual. Euro 2020                                                        | -                                                                      |                                                                        |
| 10-6-2019                                                              | Dublino                                                                | Irlanda                                                                | 2 – 0                                                                  | Gibilterra                                                             | Qual. Euro 2020                                                        | -                                                                      |                                                                        |
| 5-9-2019                                                               | Dublino                                                                | Irlanda                                                                | 1 – 1                                                                  | Svizzera                                                               | Qual. Euro 2020                                                        | -                                                                      |                                                                        |
| Totale                                                                 |                                                                        | Presenze                                                               | 26                                                                     |                                                                        | Reti                                                                   | 1                                                                      |                                                                        |